# Congosorex verheyeni
Congosorex verheyeni är en däggdjursart som beskrevs av Hutterer, Barriere och Marc Colyn 2002. Congosorex verheyeni ingår i släktet Congosorex och familjen näbbmöss. IUCN kategoriserar arten globalt som livskraftig. Inga underarter finns listade i Catalogue of Life.
Denna näbbmus är bara känd från elva individer som hittades i Kongo-Brazzaville och i Centralafrikanska republiken. Arten når en kroppslängd (huvud och bål) omkring 60 mm, en svanslängd omkring 20 mm och en vikt av cirka 7 gram. Den lever i skogar och gräver tunnlar under lövskiktet, men inte i jorden. Individerna äter ryggradslösa djur.
Pälsen har på hela kroppen en mörkbrun färg. Öronen är ganska små och täckta av korta hår. Huvudet är jämförd med andra kroppsdelar stort. Svansen är täckt av korta svarta hår. Vid alla fingrar och tår förekommer klor.